# Virtuelle Inbetriebnahme
Unter virtueller Inbetriebnahme (kurz: VIBN) versteht man das Einspielen, Erproben und Ändern von Planungsdaten auf einer virtuellen Maschine, bevor die erfolgreich getesteten Programme auf die reale Maschine übertragen werden. Dabei können unvorhergesehene Fehler aufgedeckt und bereits in den frühen Entwicklungsphasen beseitigt werden, noch bevor diese in der Realität zu Mehraufwendungen und Kosten führen.
Die Basis für die virtuelle Inbetriebnahme bildet die 3D-Simulation, die das Verhalten der Maschine nachbildet. Die Simulation kann auf die gesamte Fabrik im Rahmen der digitalen Fabrik übertragen werden. So wird ermöglicht, dass nicht nur einzelne Roboter und Maschineninseln betrachtet, sondern auch die komplexen Zusammenhänge hinsichtlich Materialfluss und Robotersteuerung abgebildet werden können, um so eine Optimierung der Produktionsplanung vorzunehmen.
Die virtuelle Inbetriebnahme gewinnt heute immer mehr an Bedeutung. Eine umfassende Studie hat ergeben, dass durch eine frühzeitige VIBN eine Verkürzung der Inbetriebnahmezeit, geringere Entwicklungs- und Realisierungsaufwände, die Sicherung der Prozess- und Produktqualität und somit die Reduzierung der Produktionskosten ermöglichen.

## Steuerungsebenen der virtuellen Inbetriebnahme
Bei der virtuellen Inbetriebnahme wird die vorher erzeugte Ablaufsimulation mit der realen Steuerung verbunden. Hierfür stehen im Allgemeinen drei Ebenen zur Verfügung:
- Die SPS-Ebene (Speicherprogrammierbare Steuerung)
- Die Materialflussrechner-Ebene (MFR) (Link)
- Die Produktionssteuerungs-Ebene (link)

Das Simulationsmodell deckt dabei immer diejenige Ebene ab, die nicht Teil des Testaufbaus ist. Soll die Logik der Speicherprogrammierbaren Steuerung (SPS) überprüft werden, deckt das Modell nur die Sensor-Aktorebene ab. Soll der MFR getestet werden, beinhaltet das Model außerdem die SPS-Logik. Auch Mischformen sind möglich, wobei die SPS einzelner Anlagenbereiche vorhanden sind, andere Bereiche aber vom Modell übernommen werden. So ist ein ganzheitlicher Anlagentest auf MFR-Ebene möglich, obwohl einzelne Bereiche auf SPS-Ebene noch nicht fertiggestellt sind.

## Virtuelle Inbetriebnahme auf SPS-Ebene
Hier wird das Modell mit der realen SPS verbunden und durch diese gesteuert. So kann die Logik der SPS vor tatsächlichem Betrieb der Anlage getestet werden.
Für den Test der SPS-Software verhält sich das Computermodell genauso wie die reale Anlage.
Die von der SPS kommenden Aktorsignale und Steuerworte werden interpretiert und steuern das Modell. Beispiele für Aktorsignale sind:
- Steuersignale für Motoren
- Öffnen/Schließen von Ventilen
- Proportionale Steuerungen von Ventilen

Das VIB-Modell sendet die Sensor- und Feedbacksignale an die SPS zurück. Klassische Inputsignale sind:
- Lichtschranken
- Temperatursensoren
- Barcodes
- Pulsgeber und Encoderwerte
- Feedbacksignale der Motoren
- Endschalter

## Virtuelle Inbetriebnahme auf MFR-Ebene
Bei der Virtuellen Inbetriebnahme auf Materialflussrechner (MFR) Ebene erfolgt die Kommunikation zwischen MFR und Simulationsmodell auf Telegrammebene. Die Logik der SPS-Ebene befindet sich im Simulationsmodell.
Der MFR schickt Transportaufträge an das System und fragt Statusmeldungen ab.
Der MFR (Materialflussrechner) führt z. B. für das Lagerverwaltungssystem einzelne Transportaufträge durch, überwacht Fördertechnikstrecken und gibt die Daten an die SPS (das Modell) weiter.
Hier kann die Simulation die Steuerung jedes einzelnen automatisierten Bedien-, Förder- und auch Sortierelementes darstellen, überprüfen und ggf. vor Inbetriebnahme verbessern.

## Bewertung der VIBN
Zu beachten ist, dass die VIBN die reale Inbetriebnahme nicht vollständig ersetzen kann bzw. durch sie nicht alle Fehlerquellen ausgeschlossen werden können, da der Faktor Mensch nicht hinreichend simuliert werden kann (falsche Verkabelung, geänderte Sensorpositionen). Diese Punkte werden erst bei der realen Inbetriebnahme sichtbar.
Dem Detaillierungsgrad der 3D-Simulation und des 3D-Modells steht anfänglich ein höherer Aufwand gegenüber, der sich schnell amortisiert, wenn die vermiedenen Kosten zur Fehlerbeseitigung und das frühere Erreichen der Gewinnzone betrachtet werden.
Daneben hat die VIBN noch weitere Vorteile:
- Höhere Motivation der Steuerungstechniker, da sie ihre Software bereits in einer frühen Projektphase testen können und zusätzlich ein visuelles Feedback bekommen
- Geringere Reisekosten und familienfreundliches Arbeiten durch verkürzte Inbetriebnahme vor Ort
- Kapazitätstests einfach möglich
- Beschädigungen der realen Anlage werden vermieden
- Unproduktives Warten wird vermieden, da die Steuerung unabhängig von anderen Bereichen getestet werden kann
- Alternative Steuerungskonzepte können gefahrlos am Modell getestet werden